# روان‌کننده

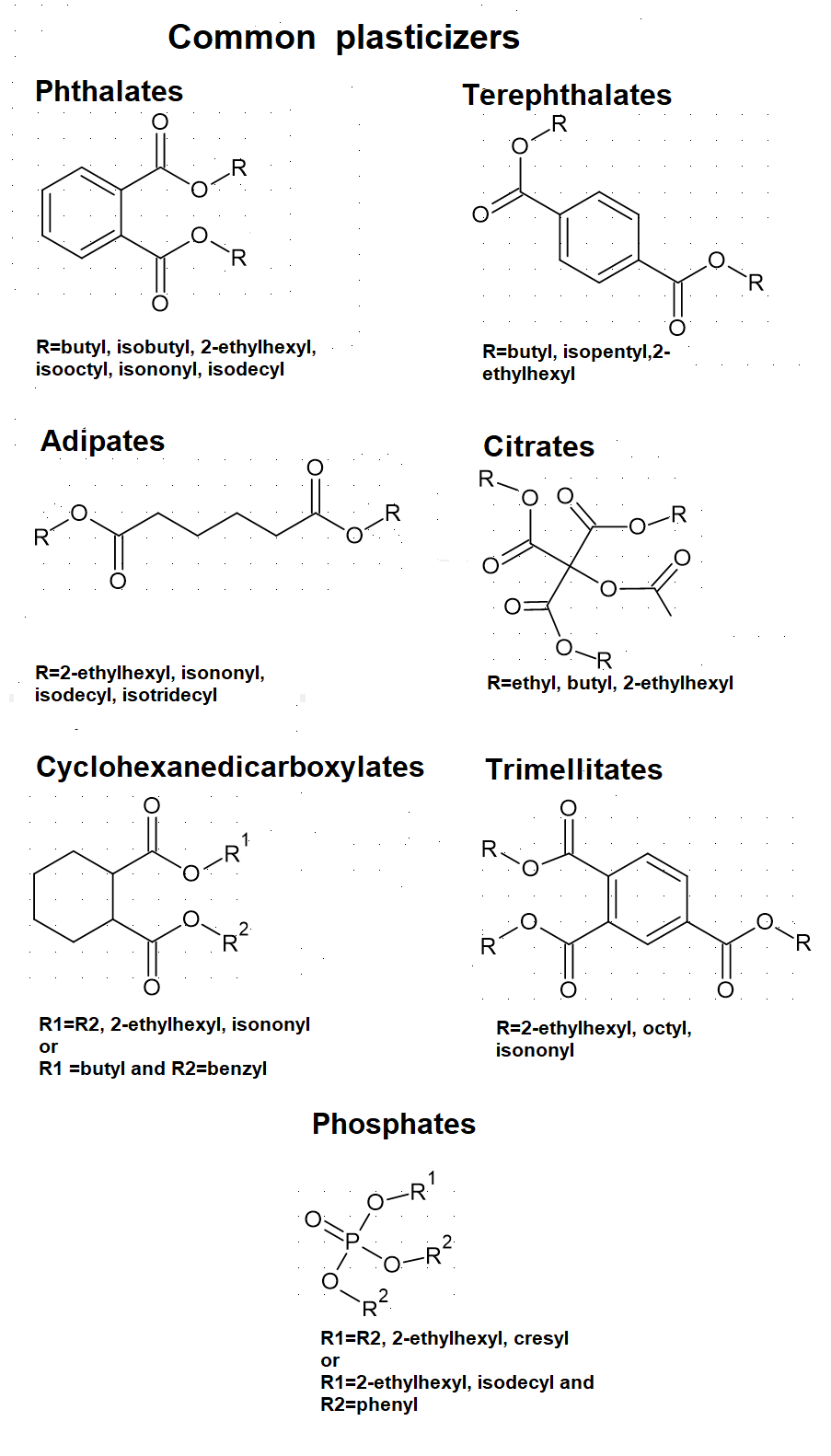
ساختار شیمیایی روان کننده

روان‌کننده بتن که با نام کاهش‌دهنده آب (به انگلیسی: concrete plasticizer) در بتن نیز شناخته می‌شود، یکی از انواع افزودنی‌های شیمیایی به بتن طبق آیین‌نامه بتن ایران (آبا) است. کار این افزودنی افزایش روانی و اسلامپ در مقدار ثابت آب، یا کاهش آب در مقدار روانی ثابت بتن است.

## سازوکار|مکانیزم
در روان‌کننده‌های غیر پلی کربکسیلاتی روان‌کننده باعث ایجاد بار الکتریکی همنام بین ذرات سیمان و در نتیجه آن کاهش پیوند بین ذرات و افزایش فاصله ذرات سیمان بوده که در نهایت روانی بیشتر را به همراه دارد.

## انواع روان‌کننده‌های بتن

### نسل اول روان‌کننده
اولین نسل از روان‌سازها بر پایهٔ مونومرهای لیگنوسولفونات تولید شدند و در اوایل دهه ۱۹۳۰ میلادی به‌طور عمده مورد مصرف قرار گرفتند. خاصیت پایا پلاست، کاهش محسوس آب مصرفی در بتن و حفظ کارایی بتن بود که به دلیل ماهیت مونومرهای مورد استفاده و عملکرد آنها در فرایند آبگیری سیمان، به روان‌کننده‌های دیرگیر معروف شدند. از مهم‌ترین معایب روان‌سازهای نسل اول می‌توان به میزان مصرف بسیار زیاد در هر متر مکعب بتن (در مقایسه با روان‌سازهای نسل بعد)، محدودیت استفاده در شرایط سرما، هوازایی و در برخی موارد کاهش مقاومت بتن اشاره نمود.

### نسل دوم روان‌کننده‌ها
دومین نسل از روان‌سازها در اواسط دههٔ ۱۹۶۰ میلادی که به فوق روان‌کننده‌ها یا کاهنده‌های قوی آب نیز شناخته می‌شوند، اغلب بر پایهٔ مونومرهای ملامین سولفونات و نفتالین سولفونات‌ها تولید گشتند. فوق روان‌کننده پایا پلاست قادر به کاهش آب مصرفی بتن و حفظ کارایی بتن تازه می‌باشد. میزان مصرف بالای آنها برای دست یابی به یک روانی مناسب و همچنین عدم حفظ کارایی برای مدت زمان‌های طولانی و عدم کاربرد در شرایط آب و هوایی گرم از محدودیت‌های این نسل از روان‌کننده‌ها به‌شمار می‌رود. همچنین این نوع از روان‌کننده‌ها به دلیل نوع ساختار پلیمری که دارند باید قبل از مصرف حتماً با سیمان مصرفی از لحاظ سازگاری آزمایش شوند.

### نسل سوم روان‌کننده‌ها
سومین نسل از روان‌سازها، فوق روان‌کننده‌ها یا ابر روان‌کننده‌هایی هستند که بر پایهٔ پلی‌کربوکسیلات اتر تولید شدند، آنها به دلیل مزایای فراوانی که داشتند به زودی پا به عرصهٔ رقابت نهاده و با استقبال فراوانی در صنعت تکنولوژی بتن مواجه شدند. از مهم‌ترین ویژگی‌های آنها می‌توان به کاهش شدید آب مصرفی بتن و حفظ کارایی بتن برای مدت زمانی مناسب اشاره نمود، پایا پلاست که در کنار قیمت مقرون به صرفه تر و حباب زایی کمتر (در مقایسه با روان‌کننده‌های نسل اول) توانستند به محبوب‌ترین و رایج‌ترین افزودنی بتن در سراسر دنیا تبدیل شوند.
شایان ذکر است که با ظهور این نسل از روان‌کننده‌ها، متخصصین و طراحان سازه برای اجرای طرح‌هایی پیچیده‌تر همچون تولید بتن‌های خودتراکم(SCC)، بتن‌های آب‌بند و همچنین بتن‌های نمایان (Expose Concrete) ترغیب شدند

## اثرات روان‌کننده بتن[۱۲]

### بر بتن شکل‌پذیر
- کاهش آب اختلاط
- افزایش کارپذیری
- تأثیر بر گیرش بر اساس نوع
- کاهش افت اسلامپ
- حباب سازی
- بهبود پمپ پذیری
- جلوگیری از آب انداختگی و ته‌نشینی
- افزایش قابلیت پرداخت
- یکنواختی تولید
- به تأخیر انداختن گرمای هیدراتاسیون اولیه
- جلوگیری از جمع شدگی خمیری

### بر بتن سخت
- افزایش مقاومت فشاری
- افزایش مقاومت خمشی
- کاهش تخلخل
- کاهش نفوذ پذیری
- افزایش دوام بتن

## انواع روان‌کننده بر اساس تأثیر بر گیرش

### روان‌کننده‌های بتن کندگیر کننده
این افزودنی‌ها به‌طور کلی گیرش اولیه و گیرش نهایی را به تأخیر می‌اندازند. گر چه در مواردی نادر دیده شده که گیرش اولیه را سرعت بخشیده‌اند. البته این مشکل با تأخیر در افزودن افزودنی قابل حل است.
نکته ۱: به‌طور کلی گیرش خمیر سیمان کندتر از بتن است و برای تأثیر بر گیرش خمیر سیمان مقدار کمتری از روان‌کننده کند گیر لازم است.
نکته ۲: در صورت افزودن افزودنی فوق، تأخیر در گیرش سیمان‌های پوزولانی و روباره ای بیش از سیمان معمولی خواهد بود.
روان‌کننده‌های با پایه لیگنین گیرش آنی را به تأخیر می‌اندازد و افزودنی‌های با پایه شکر تأثیر معکوس خواهند داشت یعنی گیرش آنی را تسریع می‌کنند. استفاده از این افزودنی‌ها حتماً باید بر اساس درصد پیشنهادی تولیدکننده باشد. و باید با در میان گذاشتن شرایط مد نظر از تولیدکننده برای مقدار لازم افزودنی مشاوره گرفت.

### روان‌کننده‌های معمولی
این افزودنی‌ها دارای ترکیباتی هستند که هیدراتاسیون سیمان را سرعت می‌بخشند و اثر دیرگیر کنندگی ذاتی روان‌کننده‌ها را خنثی می‌کنند. گیرش این بتن‌ها در محدوده زمانی ۱٫۵+ ساعت نسبت به بتن بدون روان‌کننده می‌باشد.

### روان‌کننده‌های تندگیر کننده
برای کاهش اثر دیرگیری ذاتی روان‌کننده‌ها همواره مقداری تندگیر کننده در آنها موجود است، میزان تسریع در زمان گیرش بسته به نوع افزودنی، دمای محیط و نوع سیمان به کار رفته بستگی دارد کاربرد این نوع روان‌کننده‌ها در ساخت و ساز‌هایی نظیر ساخت قطعات پیش ساخته، کانال‌ها و پوشش تونل‌ها است که قالب‌ها پس از ۲۴ ساعت باز می‌شوند و مقاومت بتن در سنین اولیه مهم است. و البته این افزودنی‌ها برای بتن ریزی در هوای سرد بسیار سودمند است.
نکته: برای روان‌کننده‌های مورد استفاده در بتن آرمه، از تند گیر کننده‌های غیر کلریدی استفاده می‌شود.

## کاربرد روان‌کننده بتن
- بتن‌های پرمقاومت و با عملکرد بالا (High Performance Concrete)
- بتن‌های خودتراکم و با روانی بالا (SCC & High-Flow Concrete)
- بتن‌های با سطح نمایان (Expose) و مقاصد معماری
- بتن‌های پرتابی با خاصیت خمیری بالا (مورد استفاده در مقاطع CFT)
- انواع گروت‌های مورد استفاده در پایدارسازی گود به روش نیلینگ و انکراژ

## کارایی
- بهبود خواص مخلوط‌های بتن خشن
- ساخت بتن قابل پرداخت با ماله آهنی یا ماله پروانه ای
- بتن‌ریزی قطعات با تراکم زیاد آرماتور
- بتن‌ریزی با لوله
- تهیه بتنی فوق‌العاده روان

## انواع
معمولاً روان‌کننده‌ها به دو دسته روان‌کننده‌های معمولی و فوق روان‌کننده‌ها تقسیم می‌شوند. در بازار روان‌کننده‌ها به دو صورت مایع و پودری وجود دارند.
1. روان‌کننده بتن مناسب برای آسانی پمپ کردن بتن که خاصیت دیرگیر بتن دارد و به صورت مایع عرضه می‌کردد.
2. فوق روان‌کننده بتن که بر پایه‌های نفتالین، ملامین و پلی کربکسیلات اتر است. این نوع فوق روان‌کننده بتن معمولاً به صورت مایع عرضه می‌گردد.
3. ابر روان‌کننده بتن یا فوق روان‌کننده بتن بر پایه پلی کربوکسیلات.